# Пескара (Перуђа)
Пескара је насеље у Италији у округу Перуђа, региону Умбрија.
Према процени из 2011. у насељу је живело 56 становника. Насеље се налази на надморској висини од 169 м.